# 50-я армия (СССР)

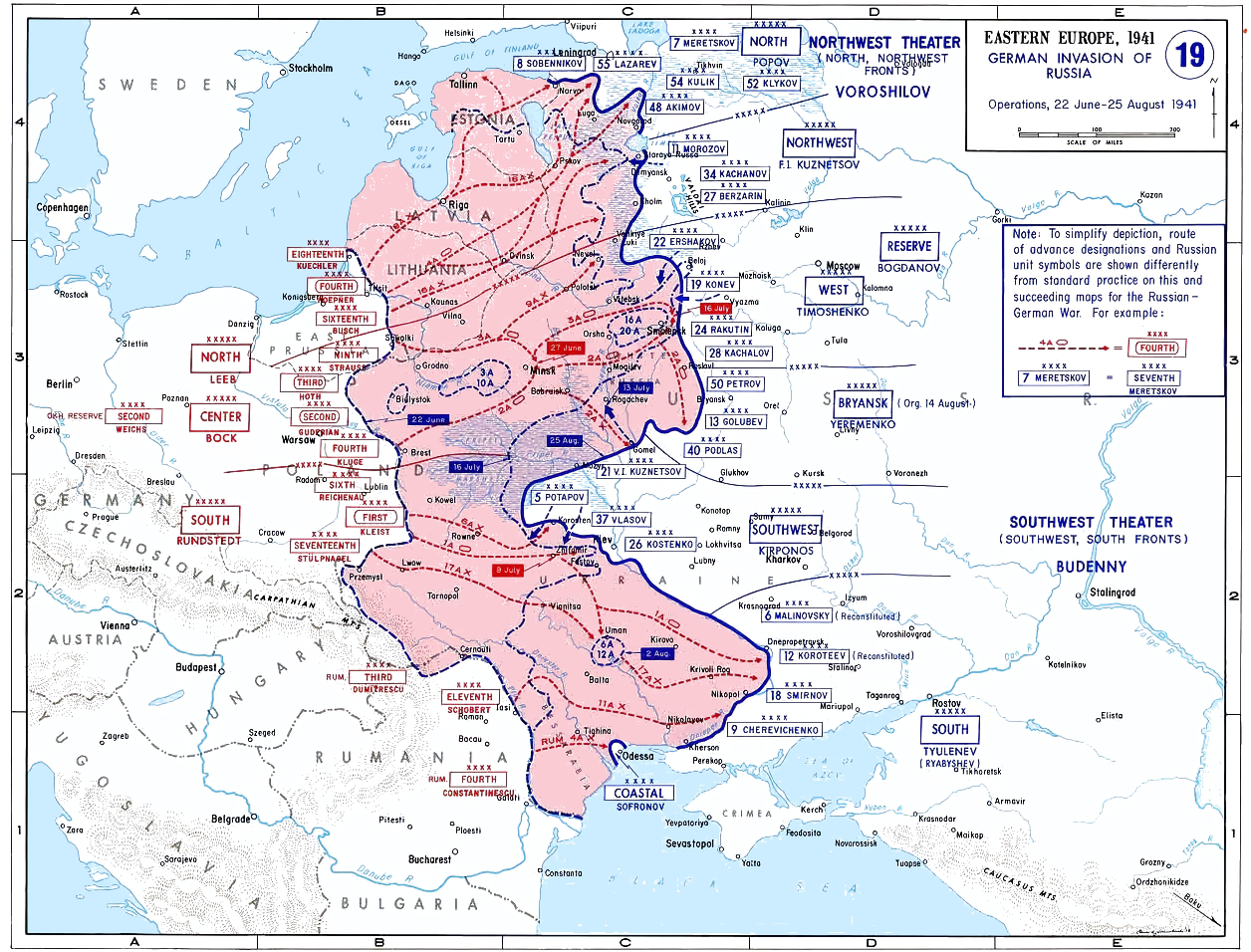
50 А на театре войны, июнь — август 1941 года, западные условные знаки.

50-я армия — оперативное войсковое объединение (армия) РККА, в составе Вооружённых Сил СССР во время Великой Отечественной войны.

## Формирование, Брянский фронт, окружение в районе р.Рессета
50-я армия была сформирована 16 августа 1941 года на базе 2-го стрелкового корпуса Брянского фронта. В составе Брянского фронта, с 10 ноября Западного фронта участвовала в Рославльско-Новозыбковской наступательной операции, Московской битве и Ржевско-Вяземской операции 1943 года.
В начале октября 1941 года попала в окружение вследствие начавшегося 30 сентября глубокого прорыва 2-й танковой группы Х. Гудериана.
3 октября немецкие войска захватывают Орёл и ставят войска фронта в условия оперативного окружения с юга, юго-востока, востока  и севера. 6 октября немецкие танки въезжают в Карачев, практически не встречая сопротивления. Созданная А.И. Еременко оперативная группа прикрытия Карачева во главе с М.А. Рейтером в составе ослабленной, неполной (2 полка) 194-й стрелковой и, почти не имеющей танков, 108-й танковой дивизий поставленной ей задачи выполнить не могла и уже 8 октября без приказа штаба Брянского фронта стала отходить из района Одрино в район Алёхино - Бол. Нарышкино, таким образом давая возможность 18-й танковой дивизии Вермахта беспрепятственно продвигаться по большаку Карачев - Хвастовичи, закрывая 50-й армии пути отхода на восток и северо-восток.
5 октября, в связи с прорывом на стыке правого фланга Брянского фронта Ставка ВГК отдает директиву на согласие с решением Еременко на отвод войск на вторую полосу обороны. Еременко в отчете о действиях Брянского фронта утверждает, что :
```
"Но полученный от Вас 5.10 шифровками ответ не мог быть штабом расшифрован, 
так как без моего разрешения шифровальная машина 5.10 была вывезена в Хвастовичи
."
[
3
]
```

хотя, никаких свидетельств и подтверждений этому нет. Таким образом отвод войск фронта был задержан не менее чем на сутки.
6 октября в районе 16 часов немецкие танки по лесной дороге южнее шоссе Брянск–Карачев выходят и натыкаются прямиком на штаб Брянского фронта в котором прямым ходом идет штабная работа. По версии А.И. Еременко он лично возглявляет отпор танкам и мотопехоте противника, затем уничтожает секретные документы и выезжает на запасной КП в 3-ю армию. Однако вот как описывает эту ситуацию в своих воспоминаниях в книге "На Московском направлении" Л.М. Сандалов - начальник оперативного отдела штаба Брянского фронта ("Наука",М.,1970,с.206-219):
"Около 14 часов я и начальник разведки Кочетков находились в комнате Еременко и докладывали по карте последние данные об обстановке. Через некоторое время в комнату вошёл Пигурнов. А примерно через полчаса раздались выкрики: "Немецкие танки. Немецкие танки!" Мы быстро вышли на крыльцо домика и увидели приближающиеся танки. Они с ходу короткими очередями вели огонь из пулемётов. К домику подбежали Мазепов и Захаров, последний на ходу отдавал всем встречающимся командирам приказания немедленно уезжать на новый КП. По воспоминаниям Долгова, я прибежал в оперативный отдел и крикнул:
     - Тревога, уезжайте в Белев! При мне оставьте четырёх человек.
      Затем я дал распоряжение об отъезде Кочеткову, а Кузнецов - начальнику узла связи, шифровальщикам, АХЧ и столовой. Всё это время в лесу, в районе КП, шла беспорядочная стрельба. Немецкие танки и мотопехота (непосредственно из машин) стреляли из пулемётов и пушек по домикам на КП и плохо замаскированным землянкам (обложенные сверху дерном блиндажи заметны не были). По противнику вели ответную стрельбу подразделения охраны штаба, а также командиры и красноармейца состава КП. Но вот машины оперативного, разведывательного и шифровального отделов скрылись в лесу и по объездной грунтовой дороге направились в Белев. Я подошёл к наблюдавшим за отъездом машин Мазепову и Захарову, который приказал мне обеспечить отъезд с КП всего состава, а затем кратчайшим путём ехать в Хвастовичи.
      Мазепов и Захаров тотчас же уехали на моей машине, которую я держал поблизости от землянки.
      Я и Кузнецов с группой в составе 12 человек остались на КП. Основным ядром нашей группы были командиры оперативного и разведывательного отделов и по одному человеку от управлений связи и артиллерийского, от штаба ВВС.
      Через несколько минут после отъезда Захарова и Мазепова ко мне пришли Калягин, Кабанов, Рухле и другие командиры.
     - Решили следовать в Белев одной колонной, - сообщил мне Калягин.
      По-видимому, мы демаскировали себя при разговоре. Из вражеской части, которая в районе домика Военного совета вела огневой бой с подразделениями охраны штаба, отделились несколько танков и направились в нашу сторону, стреляя из пулемётов и пушек. Скрываясь за деревьями, нам удалось быстро отойти метров на сто в глубь леса. Находившийся рядом со мной А. Я. Калягин получил лёгкое ранение в ногу. Вскоре вражеские танки возвратились к своей части. Примерно через час стрельба прекратилась. Немецкая моторизованная часть ушла к Брянску. Это были части 47-го моторизованного корпуса - с этого дня уже 2-й армии Гудериана. Корпус устремился мимо нас на Брянск, чтобы захватить его внезапным ударом с тыла. Вражеская часть не подозревала, что наткнулась на фронтовой КП. У шоссе Брянск - Карачев располагалось много наших тыловых частей и учреждений. Моторизованные подразделения противника для обеспечения движения своих войск по шоссе отгоняли наши тыловые части в глубину леса. По-видимому, и наш КП приняли за тыловое учреждение.
      После того как в районе КП стало тихо, я и Кузнецов со своей группой возвратились к блиндажам штаба. Ногу Калягину перевязали, и он, прихрамывая, пошёл во главе управления. К этому времени со старого КП все уже уехали на новый. Политическое и артиллерийское управления убыли одной колонной. Большая часть узла связи с телеграфными аппаратами была погружена на грузовые машины и оттянута в глубь леса для движения к Белеву...
      ... Находились мы на старом КП до темноты...
      ... В течение всего времени пребывания группы на КП по шоссе от Карачева к Брянску шёл беспрерывный поток автомашин и танков.Шли одна за другой , на расстоянии 100 - 200 метров. В некоторых пунктах вправо и влево от нас периодически вспыхивала оживлённая перестрелка...
     ... Как мы узнали позже, по другую сторону домика Военного совета в то время находились генерал Еременко с адъютантом, полковник Дубовко и начальник охраны тыла полковник Панкин с несколькими подразделениями охраны. Они, оказывается, также вели огонь по проходящим по шоссе машинам и несколько раз привлекали на себя вражеские подразделения. Если бы мы знали тогда, что командующий фронтом так близко от нас, мы бы присоединились к нему...
      Становилось всё темнее. Подул северный ледяной ветер. А вскоре пошёл снег. Это был первый снег в том году. Мы переправили машину через шоссе, погрузились в неё и поехали в Хвастовичи".
Вечером 6 октября Ставка ВГК приказывает командующему Брянским фронтом Еременко разгромить прорвавшуюся Орловскую группировку противника.
Не имея возможности связаться вечером 6 октября с Еременко, Ставка ВГК  в 6 часов 40 минут 7 октября приказывает временно возглавить группировку войск Брянского фронта командующему 50-й армией М.П. Петрову и организовать отвод войск Брянского фронта. Около 7 утра 7 октября командующий 50-й армии М.П. Петров передал в 3-ю и 13-ю армии директиву, предписывающую войскам Брянского фронта в ночь с 7-го на 8-е октября начать отвод войск в восточном направлении "уничтожая противостоящего противника" Командующий Брянским фронтом Еременко, находясь в штабе 3-й армии, 7 числа уже в 14-00 отдает армиям фронта уже свое "предварительное распоряжение о бое с противником с перевернутым фронтом", которое обязывает 50-ю армию повернуть свой фланг на Брянск и Карачев, и объединившись с группой Рейтера, прорываться на Орел уничтожая Орловскую группировку немцев. Так как командующим 50-й армией было принято решение прорываться на восток по линии Хвастовичи-Болхов-Мценск (по наиболее короткому пути), Ставка ещё раз подтверждает через штаб Брянского фронта задачу Петрова - ударом на Карачев- Орел-Мценск разгромить Орловскую группировку немецких войск. К этому времени некоторые части дивизий 50-й армии уже начали движение на восток и северо-восток, благодаря чему вышли из окружения имея большое количество живой силы, вооружения и техники. Связи с этими частями у М. П. Петрова уже не было. К 10 октября основная часть  армии готовилась к повороту на Карачев и отходила через Авдеевку, Буяновичи и Нехочи, прижатая с запада, северо-запада и севера к болотистой пойме р. Рессета. 10 октября Ставка ВГК директивой уточняет задачу действий 50-й армии на Карачев через Еременко. 12 октября Комфронта Еременко ранен осколком бомбы и эвакуируется на самолёте в тыл. В этот же день Ставка ВГК дает директиву командующему 50-й армии М.П. Петрову объединить усилия с войсками группы Рейтера (войска которого отошли от района Карачева на 40-50 км) и из района Карачев продвигаться в район Орла с целью разгрома Орловской группировки немцев. В этот роковой день части 260 стрелковой дивизии 50-й армии идут в атаку по полям на Хвастовичи, а основная масса войск готовится к переправе через болотистую реку Рессету в районе Кресты и Гутовский лесозавод. Вот что об этих трагических событиях пишет Начальник политотдела 50-й армии Александр Георгиевич Журавлев:
"Кто знает, может быть, последовательный отход армии был бы более успешным, если бы 10 октября мы не получили приказ командующего Брянским фронтом генерал-лейтенанта, ныне маршала Советского Союза, Ерёменко А. И., последовавшего из 3-й армии. Этот приказ шифротелеграммой в категорической форме (в приказе так и было сформулировано: «За неисполнение – расстрел!») обязывал повернуть армию на Карачев и облегчить отход частей 3-й армии.
Повернуть армию, отходящую с тяжёлыми боями, на новое направление, да к тому же через лесные массивы и болотистые поймы реки Рессеты, оказалось делом не простым. И впереди идущие дивизии, и дивизии левого фланга построенного боевого порядка не могли быть повёрнуты из-за отсутствия радиосвязи. Боевой строй армии, в котором она успешно осуществляла отход, нарушался.
С выполнением приказа комфронта события для Управления армии и частей, повёрнутых на Карачев, приняли драматический характер. Сейчас можно делать различные предположения насчёт того, удалось бы армии сохранить боеспособность и с меньшими потерями отойти на рубеж Мценск – Белёв – Сухиничи, но одно обстоятельство говорит само за себя: четыре дивизии, которые не удалось повернуть на Карачев, с боями отошли на этот рубеж и сохранили почти всю свою материальную часть и транспорт, а повёрнутые дивизии – армейские части и Управление дивизии всего этого лишились, вышли лишь разрозненные подразделения.
Так или иначе, вместо дальнейшего последовательного отхода только на поворот боевых частей и организацию боевых действий в новом направлении пришлось затратить два дня.
Бои с обложившими нас гитлеровскими войсками в эти дни носили крайне напряжённый и тяжёлый характер.
Борьба за плацдарм на противоположном берегу Рессеты и постройка моста заняли почти весь день 13 октября. Во второй половине дня 13 октября противник всей силой частей, авиации и артиллерийско-миномётного сопровождения навалился на правый фланг повёрнутого боевого порядка армии.
В войсках, ведущих бой в этом направлении, началось замешательство и неорганизованный отход. Его нужно было остановить. Мне с группой офицеров управления удалось сдержать отход и залповым огнём отразить атаки противника.
На пути движения правофланговой колонны у небольшой деревушки противник перерезал сделанную из гати лесную дорогу. Необходимо было выбить противника из этой деревушки, расчистить образовавшийся затор из подбитых и сгоревших автомашин и восстановить движение транспорта по этой дороге. Всё это мне пришлось организовать частями армейского полка внутренней охраны войск МВД и курсов младших лейтенантов. В то время, как мне помнится, эти курсы назывались армейским учебным полком.
Непосредственно под огневым воздействием противника при мне для выполнения боевой задачи сложилась небольшая группа управления. Всем нам непосредственно приходилось быть в боевых порядках бойцов, зачастую возглавлять эти подразделения для отражения неоднократных атак противника, отбрасывать его в исходное положение.
Предпринятые меры по освобождению деревушки и очистке лесной дороги в правофланговой группе дали свои положительные результаты. В начале 60-х годов мне довелось встретиться в Москве с бывшим начальником штаба армейской внутренней охраны. Он подробно рассказал о дальнейших событиях. Отброшенный нами тогда противник уже не пытался пересекать дорогу и занимать лесную деревушку, и правофланговая группа со всей материальной частью и транспортом вышла из кольца вражеского окружения.
Затемно мне передали приказ, написанный командующим армией на небольшом клочке бумаги, обязывающий меня лично повернуть весь армейский транспорт, скопившийся в значительном количестве в лесу, в район правофланговой группы, к посёлку Гутовский Лесозавод, где сосредоточивались главные силы и Управление армии. Сверив по карте пути следования и проинструктировав соответствующих начальников, ночью под обстрелом противника мы сумели благополучно добраться до КП армии.
Утром, 14 октября, нам предстояло, переправившись по построенному мосту через реку Рессету, прорвать кольцо вражеского окружения, осуществляемого полком СС «Великая Германия» и другими частями врага, и отбросить блокирующие части противника. После артподготовки ударная группа из двух стрелковых полков 154 стрелковой дивизии атаковала противника, занявшего оборону.
Но овладеть посёлком Гутовский Лесозавод и очистить дорогу для автотранспорта нам не удалось. Безуспешной была и повторная атака.
В 11 часов 00 минут генерал Петров вызвал меня к себе на разговор.
– Ты знаешь о безрезультатности наших атак. Нужно тебе самому собрать всё, что возможно, и возглавить последнюю попытку отбросить врага.
Пришлось срочно сколотить две штурмовые группы, которым были приданы по два орудия прямой наводки (по одному полковому 76-мм орудию и по 45-мм пушке), для подавления огневых точек противника и до батальона пехоты.
В атаку я пошёл с первой штурмовой группой. Стремительным движением обе группы успешно отбрасывали мотопехоту противника, продвинулись на край посёлка. Но здесь мы натолкнулись на танковую засаду противника. Начался обстрел. Вижу, что шквальный пулемётный огонь ведётся из каменного дома напротив, стоящего на этом последнем поселковом порядке. Вскидываю винтовку, беру на прицел и чувствую сильнейший удар в плечо, свет как-то сразу померк, я провалился в черноту. Сколько прошло времени, когда я очнулся, не знаю. Пытаюсь сдвинуться с места – тело не слушается. Чувствую – правая рука двигается. Немцы начинают меня обстреливать. Пули пролетают мимо или попадают в кочку рядом со мной. Увидев, что я жив, ко мне подполз солдат, спросил: «Товарищ полковой комиссар, чем помочь?». Дважды слышу чавкающие звуки. Солдат ткнулся головой и больше не двигается. Я снова потерял сознание. Когда очнулся второй раз, увидел над собой младшего лейтенанта и трёх сержантов. Пригнувшись, они волоком вытаскивали меня на моей плащ-палатке из зоны обстрела. Лежу ничком на правой стороне, стараюсь правой рукой удержаться за плащ-палатку. Быстро они меня оттаскивают назад, на расстояние 300-400 метров, в медсанбат 258 стрелковой дивизии. Здесь меня положили прямо на землю под санитарную машину. Медики разрезали шинель, гимнастёрку, бельё, сделали перевязку. Взамен моей, совершенно негодной, на меня надели другую шинель. Врачи установили тяжёлое ранение, видимо, из крупнокалиберного пулемёта. Пуля прошла навылет в верхней части плечевого сочленения левой руки, раздробила лопатку и вышла из неё.
Я попросил врачей, находившихся у санитарной машины, сообщить командующему о моём ранении. Падает снег, он уже тонким слоем лежит на земле, припорошил меня. До меня слабо доносится разговор:
– Доложите командующему, что начальник политотдела ранен. Находится в безнадёжном состоянии…
Говорил, видимо, врач, направляющий посыльного в штаб. В руках у него моя полевая сумка. Из неё он извлекает две пачки галет, банку рыбных консервов, распределяет между товарищами:
– Ему теперь уже всё равно ничего не понадобится.
Я прошу положить мои документы в карман гимнастёрки. Просьбу выполняют. Остро осознаю: «Мы в кольце, зажаты врагом. Если не смогу встать… Ну, что ж. Пожил. 36 лет. Совестью не кривил. В тылу остались жена, трое детей…».
Нервное возбуждение от атаки прошло, лежал я на снегу, потерял много крови – меня начало лихорадить. А тут ещё в районе санитарного автобуса стали рваться мины. Прошу двух медсестёр, сопровождающих на подводах раненых, положить меня под обрыв. Одна из них, видя, что меня сильно знобит, сходила к повозке и принесла сначала один гранёный стакан спирта, а потом ещё полстакана:
– Пейте, Вам можно! Согреетесь…
Действительно, вскоре я почувствовал некоторый прилив сил. Необходимо было встать, во что бы то ни стало… Опираясь на обрыв, я сумел встать на ноги. Пытаюсь разогнуться, в сердце – жуткая боль, как будто рвут крючком. Значит, придётся идти в согнутом положении.
Часа за два до наступления темноты ко мне подошли начальник медслужбы армии и исполняющий обязанности начальника тыла армии Волков. Они сообщили, что командующий, член Военного Совета, большинство офицеров полевого управления армии собрали отряд, основное ядро которого составил личный состав двух гвардейских миномётных дивизионов «катюш», взорванных из-за отсутствия снарядов, и ушли, а куда – им неизвестно. Спрашивали меня, как быть с автотранспортом, скопившимися несколькими сотнями автомашин, в том числе грузами и ранеными.
Я приказал машины с ранеными отделить от автотранспорта и попытаться вывезти их, а остальное уничтожить, чтобы они не достались врагу. Приказание было исполнено. Наконец, они спросили, как быть со мной, смогу ли я самостоятельно передвигаться?
– Километров шесть я попытаюсь пройти, – сказал я, – а когда минуем шоссе Хиславичи – Карачев, там можно будет найти подводу. А сейчас всем с наступлением темноты начать движение в обход поля боя.
Образовавшаяся довольно значительная группа офицеров и красноармейцев двинулась вдоль реки Рессеты. Шагов через двести мы встретили ещё одну группу наших бойцов и офицеров. Они предупредили, что в направлении нашего движения фашисты ведут обстрел местности. Почти все, в том числе полковник Волков и бригадврач, двинулись в обход с другой стороны. Я же был не в состоянии быстро передвигаться и значительно от них отстал. Выходя из-под обрыва реки, увидел три фашистских танка. Пришлось опять укрыться под обрыв. Подошедший один из танков пострелял поверх наших голов с обрыва и ушёл.
После отхода танков около меня вновь образовалась группа солдат и офицеров, человек 200, и мы пошли по лесам и болотам в обход расположения противника, под утро вышли к большаку Хвастовичи – Карачев, по которому двигалась большая мотоколонна противника. Пришлось ждать в лесу, пока обстановка не даст возможности идти дальше. Большую помощь во время этого перехода мне оказала военфельдшер II ранга Н. С. Николаева, выполнявшая не только свой медицинский долг, но и достававшая продукты питания. В ночь, когда мы остановились в лесной деревушке, она привела местного фельдшера, который сделал мне обработку раны и сменил повязку. Нине Семёновне Николаевой я обязан многим. Без её помощи едва ли я смог бы добраться до города Белёва.
15 октября мы весь день не могли пересечь большак, только к вечеру нам это удалось. Двигались мы, как в коридоре. Справа и слева гул вражеской орудийной канонады, пулемётная трескотня. Нас обгоняли различные по численности группы офицеров и красноармейцев из состава тех частей, которые согласно приказу комфронта так необдуманно были повёрнуты на Карачев. Самое большее, чем располагали отходящие подразделения и отдельные группы, были ручные пулемёты «Дегтярёва» и личное оружие – винтовки и пистолеты.
Моя группа таяла, по мере того как мы подходили к Белёву, и явственно обозначилась линия фронта. Некоторые офицеры и бойцы откалывались от нас, уходили вперёд, торопясь скорее выскочить из окружения. Моё состояние становилось всё хуже, идти быстро я не мог, последние два десятка километров до Белёва меня везли на колхозной подводе.
18 октября с группой бойцов и офицеров до пятидесяти человек мы достигли, наконец, Белёва и разыскали штаб Управления 50 армии. Моё появление в штабе вызвало среди боевых друзей радость и удивление. Полковники Леселидзе и Почема рассказывали, что многие очевидцы видели меня убитым у Гутовского Лесозавода. Оказавший мне медицинскую помощь врач армейского медпункта не скрывал своего изумления:
– Как же Вы могли с такой раной до нас добраться? Благодарите своих родителей, что они наградили Вас богатырским здоровьем.
Я недоверчиво рассмеялся.
– Вы зря смеётесь. Ваша рана для человека среднего здоровья смертельна, а Вы ещё выбирались в условиях окружения пешком по лесам и болотам.
В Белёве мы с нетерпением ждали выхода группы, шедшей с командующим и членом Военного Совета.
Прошла неделя, а их всё не было. Сведения о них поступали самые противоречивые.
Гораздо позже в Москве, когда я возвращался в январе 1942 года после лечения в госпитале на фронт, печальную весть о судьбе группы руководства нашей армии мне сообщил порученец члена Военного Совета бригадного комиссара Н. А. Шляпина.
Группа, возглавляемая командующим армии, отходила по другой, чем мы, дороге. Днём 16 октября (по немецким данным 20 октября - примечание редактора статьи) она наскочила на огневую засаду противника, которая, пропустив идущую впереди разведку, в упор открыла пулемётный и автоматный огонь по основной группе, возглавляемой командармом.
По словам порученца, сам он был ранен в плечо, упал под сломанный куст в канаву, благодаря чему остался незамеченным фашистами. Гитлеровцы окружили плотным кольцом взятых в плен, добивали раненых. Когда всё стихло, порученец выбрался из канавы, с трудом стащил туда трупы генерала Петрова, бригадного комиссара Шляпина и начальника особого отдела армии. С воротников их гимнастёрок были спороты петлицы, а у генерала Петрова с груди была содрана Звезда Героя Советского Союза. Трупы их порученец закидал хворостом, взял оставшиеся документы, выбрался к своим.
Другой очевидец, военинженер II-го ранга из автоотдела армии, попавший вместе с основной группой в плен к гитлеровцам и сумевший бежать из него, рассказывал следующее:
– Нас, пленных офицеров и красноармейцев, численностью около ста человек, согнали в большой сарай и заперли, предварительно отобрав документы, поставили охрану. В первую же ночь человек пять нас бежало, выбравшись из пролома, сделанного в стене.
Об участи оставшихся он ничего не знал.
Так трагически обернулся для армии поворот её на Карачев. Если бы не было поворота, у армии, сохранившей боевой порядок и последовательно, с боями отходящей на новые рубежи, было бы больше шансов сохранить боеспособность и понести меньшие потери. Ведь успешно же, в основном, была решена труднейшая задача – отход четырёх дивизий через реку Десну, а затем их отход до поворота на Карачев.
Генералу М. П. Петрову перед поворотом были высказаны наши соображения о нецелесообразности и даже гибельности для армии этого поворота.
Будучи дисциплинированным, трезвым и грамотным командующим, он выслушал все наши советы и сделал заключение:
– Есть приказ. Мы не знаем всех его плюсов и минусов. Приказ старшего начальника должен выполняться, чем это не завершилось.
Мне только ещё раз приходится склонить свою голову перед светлой памятью о нём, получившем высокое звание Героя Советского Союза ещё перед Великой Отечественной войной, о трагически погибших моих боевых друзьях и товарищах, выше всего ставивших святость выполнения боевого приказа. Хотелось бы, чтобы этими чувствами высокой партийной и воинской ответственности руководствовались не только приказы выполняющие, но и отдающие боевые приказы.
Положение на фронте оставалось исключительно напряжённым. На новый рубеж обороны в относительно боеспособном состоянии вышли лишь четыре наших дивизии с частью артиллерии и автотранспорта, которые позднее геройски сражались с врагом под городом Тулой."
По открывшимся данным архивного источника NARA установлено что переправившиеся части 50й армии пытались пробиться через большак Карачев - Хвастовичи южнее Гутовский лесозавод до 17 октября, при этом несли огромные потери в людях и материальном обеспечении, большая часть армии попала в плен. Часть войск возлавляемых М.П. Петровым ушла южнее в сторону Верещи но не смогла пробиться ни южнее ни юго-восточнее на Карачев.
Изрядно поредевшая группа штаба 50-й армии в ночь с 19 на 20 октября 1941 года пересекла большак недалеко от Желтоводья у фабрики, и в районе 16 часов 20 октября была внезапно атакована немецким отрядом прочесывающим лес в районе юго-восточнее Пассеки. Генерал-майор М.П. Петров, бригадный комиссар Н.А. Шляпин, Начальник санитарного управления 50-й армии В.В. Яшпон, начальник особого отдела 50-й армии И.С. Шабалин и ещё один неизвестный лейтенант погибли, остальная часть отряда рассеяна. Немцы забрали награды, личные вещи убитых офицеров, включая широко известный дневник майора ГБ И.С. Шабалина. и вернулись в Желтоводье, откуда в тот же вечер все захваченные вещи передавались в 56-ю пехотную дивизию в Карачеве, затем в 53-й армейский корпус, а затем в 2-ю полевую армию Вермахта.
```

```

«К 23 октября из состава 50-й армии вышли:
217-я (до 1600 человек  (командир дивизии полковник Грачёв попал в плен) с тремя батареями (16 орудий и 6 миномётов) и батальоном связи задержаны командованием 173-й стрелковой дивизии в районе Белева),
278-я (во главе с заместителем начальника политотдела батальонным комиссаром Зиновьевым — 357 человек. Сведений о командире дивизии полковнике Мелешко нет, где штаб дивизии — неизвестно),
290-я (1524 (по другим данным — 2119) человека во главе с командиром дивизии полковником Рякиным, 1005 винтовок, 5 ручных и 1 станковый пулемёт),
299-я (1320 человек, 13 миномётов, четыре 45-мм пушки, шесть 76-мм пушек, четыре 122-мм и четыре 76-мм ПА, 12 станковых пулемётов, 9 ручных пулемётов),
279-я (1500 человек),
260-я (во главе с командиром дивизии полковником Хохловым — 404 человека с 280 винтовками, без пулемётов и артиллерии),
154-я (до 1400 человек с артиллерией в количестве 3 пушек, 16 пулемётов, штаба и командира нет) стрелковые дивизии.

По докладу А. И. Ерёменко к 20 октября 1941 г. в район Белёва вышли 1600 человек из 217-й стрелковой дивизии, 1524 человека — из 290-й, полностью два полка с артиллерией — из 154-й»
Таким образом, в результате окружения в районе Брянска 50-я армия в октябре 1941 года фактически полностью уничтожена и формируется заново. Четыре дивизии восстанавливаются за счёт маршевых батальонов, выделенных из Резерва ВГК, 299-я дивизия отправлена на переформирование в глубокий тыл, ещё четыре (260-я, 278-я, 279-я, 280-я) дивизии расформированы.
С 10 ноября 1941 года 50-я армия в составе Брянского и Западного фронтов участвовала в Московской битве. Основные силы армии в течение 45 суток героически обороняли город Тула, отбив несколько штурмов в условиях почти полного окружения и сковав большие силы противника, а в начале декабря совместно с соседними армиями фронта отбросили немецкие войска 2-й танковой армии генерала Гудериана от города (Тульская оборонительная операция, Тульская наступательная операция).
После вывода частей на переформирование (сентябрь—октябрь 1943 года) 50-я армия — в составе 2-го Белорусского фронта. Участвует в Гомельско-Речицкой наступательной операции (начало освобождения Белоруссии).
В ноябре 1943 года армия в ходе Гомельско-Речицкой наступательной операции (10 — 30 ноября), во взаимодействии с 3-й армией фронта, прорвали оборону противника на участке Узгорск — Красная Слобода и 25 ноября вышли к Днепру в районе Нового Быхова. Части армии участвуют в битве за Днепр.
В январе 1944 года войска 50-й армии штурмуют Оршанско-Витебскую возвышенность. Немцы не только обороняются, но и контратакуют наседающие советские части. Бои идут на рубеже Юшкевичи — Давыдовичи — Трилесно — Хачинки (22 км восточнее города Быхова).
С июня по август 1944 года войска 2-го Белорусского фронта (2-го формирования), участвуют в сражениях Белорусской стратегической операции «Багратион» (23 июня — 29 августа). В том числе — в ходе её в локальных освободительных операциях: Могилёвской (23 — 28 июня), Минской (29 июня — 4 июля) и Белостокской (5 — 27 июля).
Войска 50-й армии форсировали реки Березина, Неман, разгромили окружённого противника юго-восточнее и южнее белорусской столицы города Минска. Соединения армии, преодолевая сопротивление немецких войск, с боями прошли свыше 500 км, форсировали ряд крупных водных преград, освободили большое количество населённых пунктов, в том числе во взаимодействии с другими армиями фронта — белорусские города Могилёв (28 июня), Быхов (28 июня), Новогрудок, Лида, Скидель (8 июля), Гродно (16 июля). К концу августа вышли на рубеж рек Бебжа — Нарев на участке Гонеда — Осовец — Самоляже.
В начале 1945 года 50-я армия — в составе 2-го Белорусского, с 11 февраля — в составе 3-го Белорусского фронтов. Участвовала в Восточно-Прусской стратегической операции (13 января — 25 апреля). В ходе операции её войска армии, во взаимодействии с войсками других армий фронта, нанесли окончательное поражение немецким войскам группы армий «Центр». Они овладели городами (наименования по состоянию на 1945 год): Ликк (23 января), Биалла и Нойендорф (24 января), Николайкен (27 января), Раин, Рудшане (27 января), Вормдитт (17 февраля) и другими.
6 — 9 апреля 1945 года войска армии участвовали в штурме Кёнигсберга — важного стратегического узла обороны немецких войск в Восточной Пруссии. Боевые действия 50-я армия закончила с выходом на побережье залива Фришес-Хафф (Вислинский залив, Балтийское море).
После Победы армия первое время оставалась на территории Польши (управление в г. Олецко), в том числе выполняя задачи по борьбе с местными бандформированиями. С июля начался вывод войск из её состава на территорию СССР. В сентябре 1945 года армия была расформирована, управление обращено на формирование управления Восточно-Сибирского военного округа.

## Состав армии

### Начальный
- 217-я стрелковая дивизия.
- 258-я стрелковая дивизия.
- 260-я стрелковая дивизия.
- 269-я стрелковая дивизия.
- 278-я стрелковая дивизия.
- 279-я стрелковая дивизия.
- 280-я стрелковая дивизия.
- 290-я стрелковая дивизия.
- 299-я стрелковая дивизия.
- 55-я кавалерийская дивизия.
- ряд артиллерийских, инженерных и других частей.

На 1 января 1942
- 116-стрелковая дивизия[18]
- 154-я стрелковая дивизия
- 217-я стрелковая дивизия
- 258-я стрелковая дивизия
- 290-я стрелковая дивизия
- 340-я стрелковая дивизия
- 413-я стрелковая дивизия
- 31-я кавалерийская дивизия
- 112-я танковая дивизия
- 32-я танковая бригада
- 131-й отдельный танковый батальон
- 22-й отдельный дивизион бронепоездов

### На1 января1943
- 58-я стрелковая дивизия
- 69-я стрелковая дивизия
- 146-я стрелковая дивизия
- 325-я стрелковая дивизия
- 344-я стрелковая дивизия
- 413-я стрелковая дивизия
- 2-я гвардейская танковая бригада
- 108-я танковая бригада

### На1 января1944
- 46-й стрелковый корпус
  - 238-я стрелковая дивизия
  - 369-я стрелковая дивизия
  - 380-я стрелковая дивизия
- 108-я стрелковая дивизия
- 110-я стрелковая дивизия
- 324-я стрелковая дивизия
- 413-я стрелковая дивизия

### На1 апреля1944
- 19-й стрелковый корпус
  - 238-я стрелковая дивизия
  - 307-я стрелковая дивизия
  - 362-я стрелковая дивизия
- 42-й стрелковый корпус
  - 137-я стрелковая дивизия
  - 170-я стрелковая дивизия
  - 369-я стрелковая дивизия
  - 399-я стрелковая дивизия
- 46-й стрелковый корпус
  - 82-я стрелковая дивизия
  - 108-я стрелковая дивизия
  - 413-я стрелковая дивизия
- 121-й стрелковый корпус
  - 110-я стрелковая дивизия
  - 324-я стрелковая дивизия
  - 380-я стрелковая дивизия
- 119-й укреплённый район
- 1-й гвардейский танковый корпус
- 233-й отдельный танковый полк

### На1 апреля1945
- 69-й стрелковый корпус
  - 110-я стрелковая дивизия
  - 153-я стрелковая дивизия
  - 324-я стрелковая дивизия
- 81-й стрелковый корпус
  - 2-я стрелковая дивизия
  - 307-я стрелковая дивизия
  - 343-я стрелковая дивизия

Войска связи:
- 96-й отдельный Могилёвский[19] Краснознаменный[20] орденов Кутузова[21] и Александра Невского[22] полк связи[23]

## Командование армией

### Командующие
- Петров, Михаил Петрович (август 1941 — 13 октября 1941), генерал-майор.
- Ермаков, Аркадий Николаевич (13 октября 1941 — 22 ноября 1941), генерал-майор.
- Болдин, Иван Васильевич (23 ноября 1941 — февраль 1945), генерал-лейтенант, с июля 1944 генерал-полковник.
- Озеров, Фёдор Петрович (февраль 1945 — май 1945), генерал-лейтенант.

### Начальники штаба
- Пэрн, Лембит Абрамович (10 августа 1941 — октябрь 1941), генерал-майор.
- Брилев, Никита Григорьевич (май 1943 — сентябрь 1944), генерал-майор.
- Озеров, Фёдор Петрович (сентябрь 1944 — январь 1945), генерал-лейтенант.
- Глинка
- Гарнич Николай Фёдорович (январь 1945 — май 1945), генерал-майор.

### Члены Военного совета
- Шляпин, Николай Алексеевич (август 1941 — октябрь 1941), бригадный комиссар, погиб в бою при прорыве из окружения
- Сорокин, Константин Леонтьевич (октябрь 1941 — ноябрь 1941), бригадный комиссар.
- Жаворонков, Василий Гаврилович (ноябрь 1941 — июль 1942), генерал-майор.
- Сорокин, Константин Леонтьевич (июль 1942 — ноябрь 1942), генерал-майор.
- Рассадин, Александр Николаевич (ноябрь 1942 — январь 1943), полковник.
- Чумаков, Леонид Михайлович (январь 1943 — октябрь 1943), генерал-майор.
- Карамышев, Арсений Иванович (октябрь 1943 — февраль 1945), полковник.

### Заместители командующего по танковым войскам (Начальники БТ и МВ)
- Ленько, Григорий Эдуардович  с сентября 1941 полковник
- Бараусов, Сергей Сергеевич (23.10.1941 - 10.01.1942)	полковник
- Мартынов, Николай Маркович ( март 1942 - ноябрь 1943), полковник, с 10.11.1942 генерал-майор т/в.
- Шмыров Павел Николаевич (15.12.1943—10.1945) полковник, генерал-майор т/в с 11.07.1945.

## Память
- В 1975 году в память о бойцах 50-й армии, оборонявших и освобождавших Киреевский район Тульской области, на аллее Кургана Бессмертия установлена стела.
- В 1983 году в память о прорыве 50-й армии из окружения в урочище Кресты на реке Рессета поставлен мемориальный знак — два огромных стальных штыка высотой по семь метров с опоясывающей разрываемой лентой окружения и надписью «Воинам 50-й армии от благодарных потомков». А рядом на мраморных плитах стелы были написаны слова: «Товарищ! Помни, по какой земле ты идёшь, на каких стоишь берегах. Здесь, на реке Рессета, в урочище Кресты, на Лихом болоте в октябре 1941 года приняли неравный бой с фашистами защитники Родины. От жестокого огня горел песок, плавился металл. Рессета потемнела от крови, стонала земля, устланная телами павших. А оставшиеся в живых бесстрашным ударом прорвали смертельное кольцо и пронесли знамя 50-й армии к победе над врагом».
- В августе 2004 года члены военно-патриотического клуба «Каскад» (г. Карачев) совместно с Николо-Одринским монастырём доставили и установили на берегу реки Рессета в урочище Кресты православный крест. Он установлен на высоком откосе над рекой Рессета и хорошо виден издали. В урочище Кресты тогда же впервые была отслужена панихида по погибшим бойцам 50-й армии.
- 20 июня 2007 года решением Тульской городской Думы площади на пересечении улиц Болдина и Дмитрия Ульянова решено дать название «Площадь имени 50-й Армии»[24].
- В городе Брянске (Бежицкий район) есть «улица 50-й Армии».